# Mustasaari (ö i Finland, Södra Savolax, Nyslott, lat 62,60, long 28,72)
Mustasaari är en ö i Finland. Den ligger i sjön Juojärvi och i kommunen Heinävesi i den ekonomiska regionen  Nyslotts ekonomiska region  och landskapet Södra Savolax, i den sydöstra delen av landet, 300 km nordost om huvudstaden Helsingfors. Öns area är 1 hektar och dess största längd är 150 meter i öst-västlig riktning.